# Edson Bonifácio Gomes
Édson Bonifácio Gomes (Vitória, 9 de setembro de 1956) é um ex-futebolista brasileiro que atuava como zagueiro. É bicampeão brasileiro, com título em 1978 e 1985.

## Carreira
Edson Gomes Bonifácio, conhecido no meio esportivo como Gomes, iniciou a carreira no Saad Esporte Clube em 1975. 
Em 1977, transferiu-se para o Guarani Futebol Clube, onde foi campeão brasileiro pela primeira vez na tarde de 13 de agosto de 1978, quando o clube de Campinas ganhou da Sociedade Esportiva Palmeiras na final do Campeonato Brasileiro de Futebol de 1978. Foi convocado para a Seleção Brasileira em 1979, sendo reserva na partida contra a Argentina, pela Copa América.
Em 1981, foi contratado pelo Sport Club Corinthians Paulista que o emprestou, neste mesmo ano, para o Criciúma Esporte Clube. Em 1982, retornou ao Corinthians e foi campeão paulista no Campeonato Paulista de Futebol de 1982. 
Em medos de 1983, foi para o Santa Cruz Futebol Clube e em 1984, foi contratado pelo Coritiba Foot Ball Club, que o emprestou para o Sport Club do Recife para o restante da temporada.
Retornou ao "coxa branca" em 1985 para sagrar-se bicampeão brasileiro na noite de 31 de julho de 1985, quando o Coritiba conquistou o Campeonato Brasileiro de Futebol de 1985 sobre o Bangu Atlético Clube, depois de um empate no tempo normal e a vitória nas cobranças de penalidades, inclusive o último, anotado por Gomes, que era o capitão do elenco naquela noite.
Em 1986, foi contratado pelo Goiás Esporte Clube e conquistou o Campeonato Goiano de Futebol de 1986 e o Campeonato Goiano de Futebol de 1987. Em 1988, foi emprestado para o Clube Atlético Bragantino, retornando para o "esmeraldino" de Goiás em 1989 para atuar na sua última temporada como profissional e levantar a última taça como futebolista, quando ajudou a conquistar o Campeonato Goiano de Futebol de 1989.
Depois de aposentado, ainda teve uma rápida atuação no meio esportivo, quando foi auxiliar técnico do Guarani de Campinas em 2006.

## Títulos
Guarani
- Campeonato Brasileiro: 1978

Corinthians
- Campeonato Paulista: 1982
- Troféu Feira de Hidalgo: 1981

Coritiba
- Campeonato Brasileiro: 1985

Goiás
- Campeonato Goiano: 1986, 1987 e 1989 (tricampeão)